# 林芝凤仙花
林芝凤仙花（学名：Impatiens lingzhiensis）是凤仙花科凤仙花属的植物，是中国的特有植物。分布于中国大陆的西藏等地，生长于海拔2,500米至2,700米的地区，多生于林下潮湿处，目前尚未由人工引种栽培。